# Meth Head
Meth Head es una película estadounidense del género drama de 2013, dirigida por Jane Clark, que a su vez la escribió junto a John W. McLaughlin, musicalizada por Charlton Pettus y Curt Smith, en la fotografía estuvo Reuben Steinberg, los protagonistas son Lukas Haas, Blake Berris y Necar Zadegan, entre otros. El filme fue producido por FilmMcQueen y Triangle Road Entertainment; se estrenó el 7 de marzo de 2013.

## Sinopsis
Trata acerca de Kyle, que en una noche normal de diversión hace nuevas amistades, pero consume metanfetamina, una muy mala decisión.